# Karl Schlossmacher
Karl Heinrich Schlossmacher (* 10. Juli 1887; † 13. November 1980) war ein deutscher Mineraloge und Gemmologe.

## Leben
Schlossmacher studierte Geologie in Marburg, wo er 1911 bei Emanuel Kayser promoviert wurde (Die Eruptivgesteine des Habichtswaldes bei Kassel und seiner Vorberge). 1919 bis 1926 war er bei der Preußischen Geologischen Landesanstalt. Er kartierte unter anderem in Grävenwiesbach (Geologische Karte 1:25.000) und Homburg vor der Höhe. Ab 1955 leitete er als Professor die Außenstelle des Instituts für Mineralogie und Petrographie der Johannes-Gutenberg-Universität Mainz in Idar-Oberstein, das sich mit Edelsteinforschung befasste.
Er war Ehrenpräsident der Deutschen Gesellschaft für Edelsteinkunde (DGemG), die 1969 die Schlossmacher Stiftung gründete (heute Deutsche Stiftung Edelsteinforschung, DSEF). Nach ihm ist das seltene Mineral Schlossmacherit benannt.

## Schriften
- mit Max Bauer: Edelsteinkunde. 3. Auflage, Tauchnitz, Leipzig 1932
- Praxis der Edelsteinbestimmung, Schriftenreihe des Reichsinnungsverbandes des Juwelier-, Gold- und Silberschmiedehandwerks. Band 1, Klambt, Neurode am Eulengebirge 1937.
- Edelsteine und Perlen. 4. Auflage, Schweizerbart 1965
- Leitfaden für die exakte Edelsteinbestimmung. Schweizerbart 1950
- Geologische Karte von Hessen. 2. Auflage, Wiesbaden 1983